# Onychiurus pancici
Onychiurus pancici is een springstaartensoort uit de familie van de Onychiuridae. De wetenschappelijke naam van de soort is voor het eerst geldig gepubliceerd in 1999 door Curcic & Lucic.